# Волока (футбольний клуб)
«Волока» — аматорський футбольний та футзальний клуб з села Волока, Глибоцького району, Чернівецької області. Заснований 2007 року. Виступає у чемпіонаті та кубку Чернівецької області, виступав в кубку України серед аматорів. У 2016 році брав участь в чемпіонаті України серед аматорів. Також виступають у «Буковинській Лізі Чемпіонів» (Ліга чемпіонів районів Чернівецької області). Протягом зимового міжсезоння бере участь в чемпіонаті Чернівців з футзалу та в обласних міні-футбольних змаганнях.

## Історія
Найуспішніший роком для команди з села Волока є 2015, в якому вони стали чемпіонами Чернівецької області та могли стати володором кубка України серед аматорів, бо незабаром мали зустрітися у фінальних матчах проти вже чиного чемпіона України серед аматорів — ФК «Балкан» з села Зоря, Одеської області.
Але у зв'язку з участю в півфінальному матчі не заявленого гравця ФК «Волока» знята зі змагань через порушення регламенту. А також їх очікував двобій за Суперкубок Чернівецької області проти команди «Маяк» (с. Великий Кучурів), яку до речі тренував титулований футболіст та перший капітан в історії збірної України Юрій Шелепницький. І цей двобій виграла саме команда з села Волока.
З 2016 року бере участь в чемпіонаті України серед аматорів. Також 2016 та 2019 році команда за один сезон здобувала всі внутрішні обласні трофеї.

## Досягнення

### У футболі
- Кубок України серед аматорів
  - Півфіналіст (1): 2015.
- Чемпіонат Чернівецької області
  - Чемпіон (3): 2015, 2016, 2019.
  - Срібний призер (3): 2011, 2017, 2022/23.
- Кубок Чернівецької області
  - Володар (4): 2016, 2017, 2019, 2022/23.
- Суперкубок Чернівецької області
  - Володар (4): 2015, 2016, 2017, 2019.
- «Буковинська Ліга Чемпіонів»
  - Переможець (1): 2018[1].
  - Фіналіст (1): 2019[2].

### У футзалі
- Чемпіон м. Чернівці (3): 2018, 2019, 2021.
- Володар Кубка м. Чернівці (1): 2019.

### У міні-футболі
- Володар Кубка Чернівецької області (1): 2019.

## Головні тренери
| Період    | Ім'я                        |
| --------- | --------------------------- |
| 2014—2016 | Юрій Рудольфович Крафт      |
| 2016—2017 | Микола Григорович Головачук |
| 2017—2018 | Сергій Васильович Янчик     |
| 2019      | Руслан Іванович Гунчак      |
| 2021—2023 | Андрій Михайлович Лахнюк    |

## Відомі футболісти
| - Степан Маковійчук - Руслан Гунчак - Сергій Ільїн - Олександр Лисюк | - Володимир Найко - Руслан Івашко - Вадим Пислар - Максим Ілюк |

## Статистика клубу

### Статистика виступів у чемпіонатах і кубкахсеред аматорів

#### Кубок України 2015
1/16 фіналу
| Команда 1 | Заг. | Команда 2 | 1-й матч | 2-й матч |
| --------- | ---- | --------- | -------- | -------- |
| «Опір»    | 1:8  | «Волока»  | 0:2      | 1:6      |

1/8 фіналу
| Команда 1 | Заг. | Команда 2 | 1-й матч | 2-й матч |
| --------- | ---- | --------- | -------- | -------- |
| «Збруч»   | 2:3  | «Волока»  | 1:2      | 1:1      |

1/4 фіналу
| Команда 1 | Заг. | Команда 2 | 1-й матч | 2-й матч |
| --------- | ---- | --------- | -------- | -------- |
| «Рух»     | 1:5  | «Волока»  | 1:1      | 0:4      |

1/2 фіналу
| Команда 1 | Заг. | Команда 2 | 1-й матч | 2-й матч |
| --------- | ---- | --------- | -------- | -------- |
| «Гірник»  | 3:4  | «Волока»  | 3:2      | 0:2      |

#### Чемпіонат України 2016
ПЕРШИЙ ЕТАП, ГРУПА 2
| М | Команда  | І | В | Н | П | РМ   | О  |
| - | -------- | - | - | - | - | ---- | -- |
| 1 | ОДЕК     | 6 | 5 | 1 | 0 | 18−1 | 16 |
| 2 | Нива (В) | 6 | 2 | 2 | 2 | 5−5  | 8  |
| 3 | 'Волока' | 6 | 2 | 0 | 4 | 4−10 | 6  |
| 4 | Поділля  | 6 | 1 | 1 | 4 | 4−15 | 4  |

- До фінального етапу (1/4 фіналу плей-офф) виходять 8 команд: 6 переможців груп та 2 найкращі команди за турнірними показниками з тих, що посядуть другі місця в групах.

### Найкращі бомбардири
2016
- Сергій Ільїн — 11 м'ячів

2017
- Степан Маковійчук — 11 м'ячів

2019
- Артем Меркушов — 16 м'ячів